# Faustino Bocchi

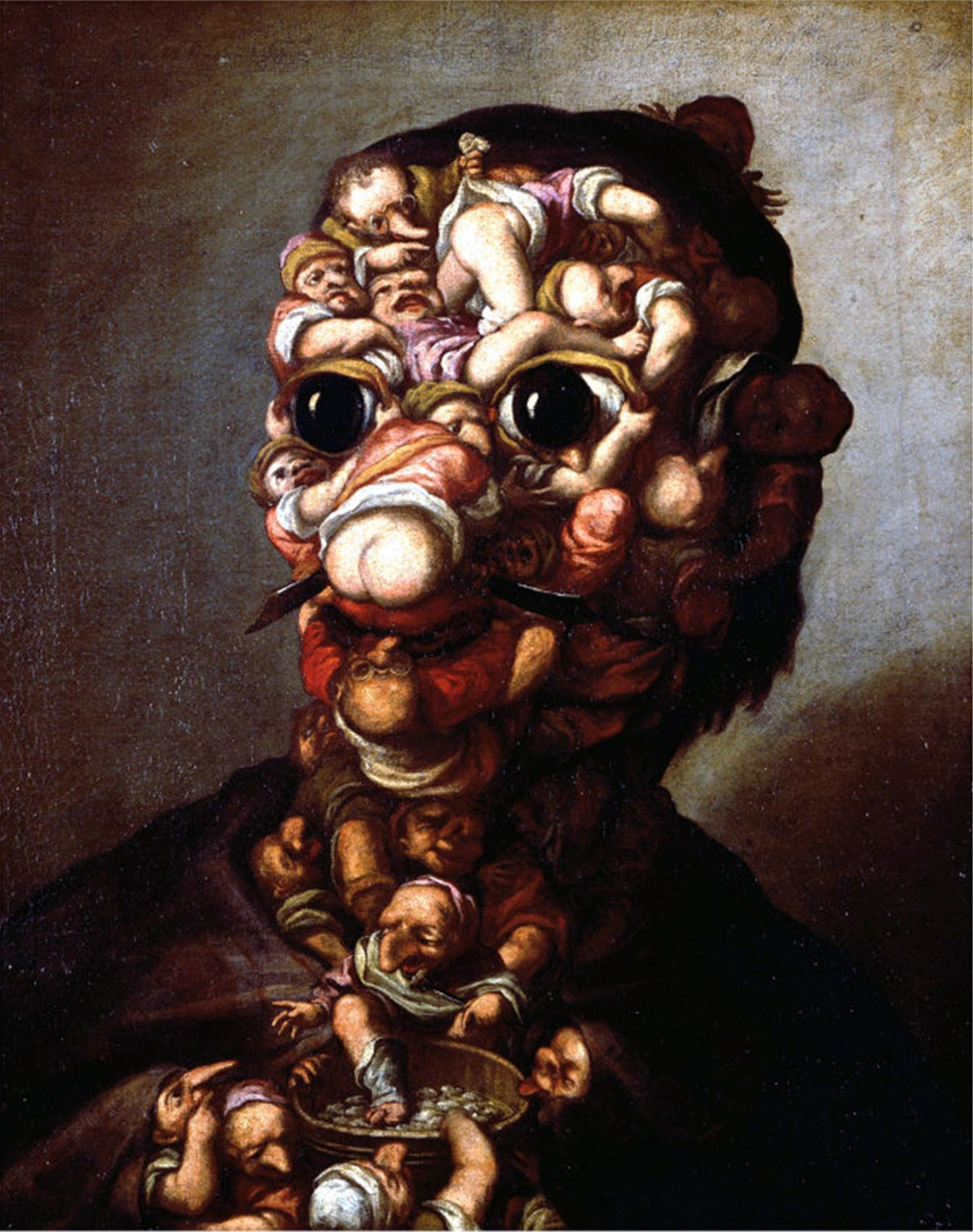
Un ejemplo de una pintura de Bocchi.

Faustino Bochchi (1659-1741) fue un pintor italiano, activo en Brescia, que se especializó en pinturas extrañas de enanos. 

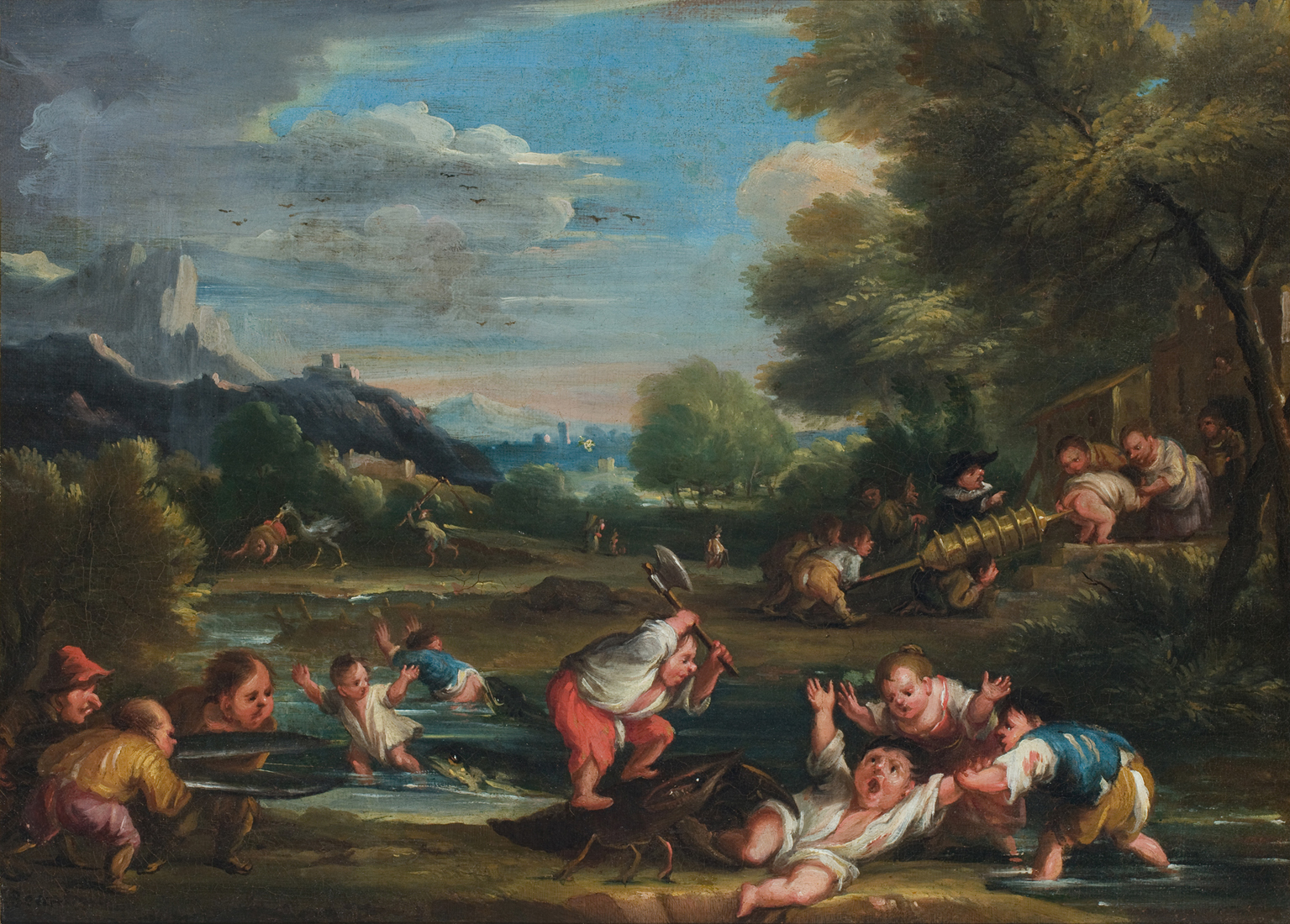
Enano atacado por un camarón y rescatado por sus compañeros.

## Biografía
Hijo de Giacomo y Giulia Faioni, nació en Brescia el 17 de junio de 1659. No se sabe si Bocchi se movió alguna vez de Brescia; Carboni, aunque con gran incertidumbre, citó una estancia en la corte de Florencia, estancia que parece poco probable dado el absoluto silencio de los Atoldi que también citaron las tres obras pintadas por Bocchi para esa corte. Lo que sí es cierto es que Bocchi llevaba una vida tranquila, y su estudio se presentaba como un lugar solicitado para conversar alegremente, amenizado por la música de la cítara de la que era un buen intérprete.
Bocchi fue alumno de Angelo Everardi (il Fiamminghino o Fiammenghino), figurinista, pintor de batallas y bambocciate, que le instruyó en estos tres géneros; mientras que el documento Vinaccesi afirma que Bocchi se formó inicialmente bajo la dirección de Carlo Baciocchi y sólo más tarde, cuando se hizo fraile, pasó bajo la dirección de Everardi: fue, sin embargo, un periodo corto, que se completó en el año 1678 con la muerte del maestro.
Las pinturas de Bocchi se consideraban generalmente como piezas humorísticas o satíricas, y a menudo escabrosas, aunque algunas se asemejan a las concepciones decorativas de Arcimboldo, mientras que otras sugieren el mundo de pesadilla de El Bosco. Cristiani cita la "particularidad caprichosa de representar con su pincel maestro: las batallas, las luchas, los juegos, las danzas, las fiestas y los triunfos de los pigmeos". Algunos describen a Bocchi como un pintor de género de los Bamboccianti, concretamente un Bambocciate di nani o arte pigmeo. Sus cuadros fueron muy apreciados por coleccionistas bergameses como Giacomo Carrara y Ludovico Ferronati.
Se dice que Enrico Albricci fue alumno de Bocchi durante un tiempo. 
Bocchi murió en Brescia el 27 de abril de 1741.

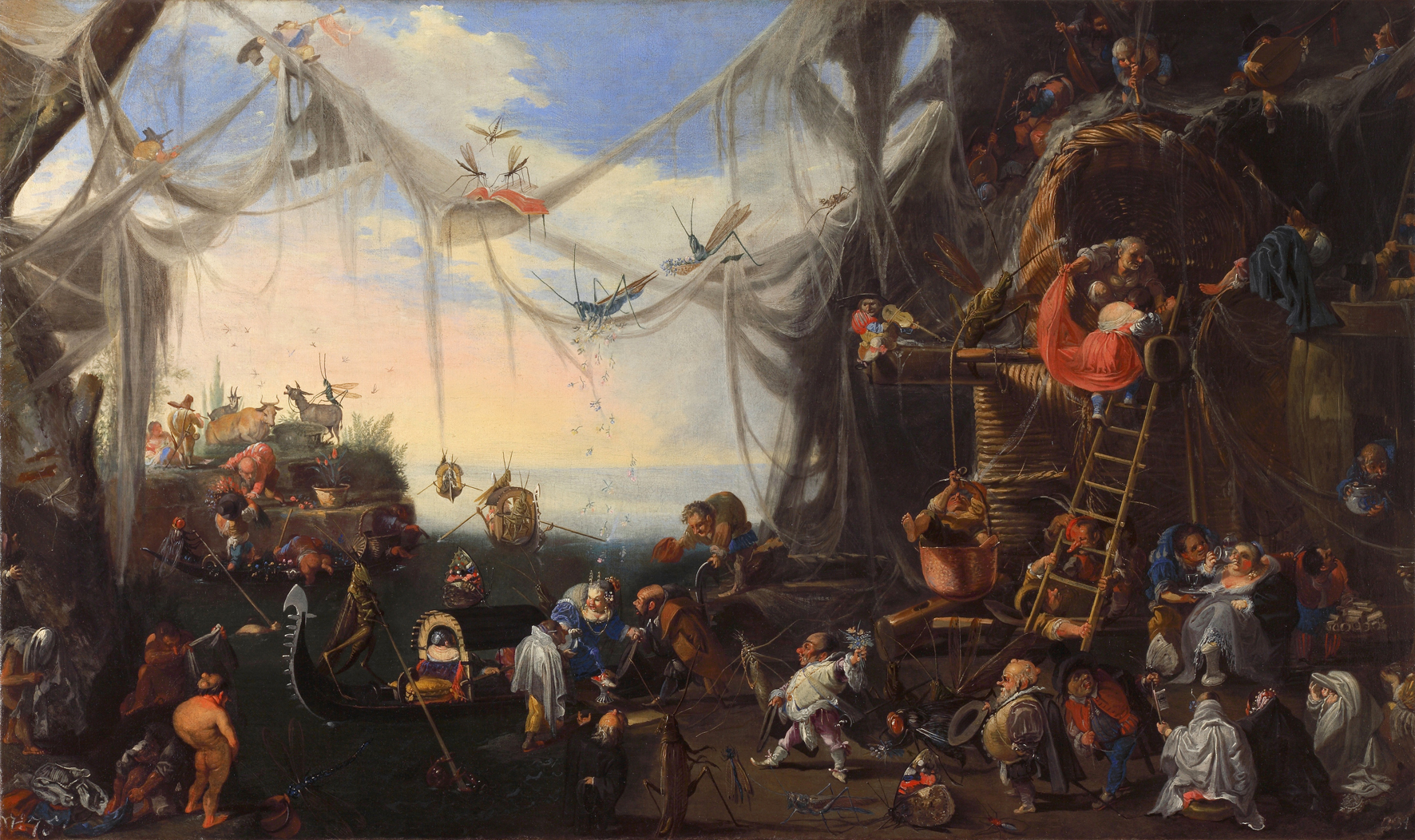
Llegada de la esposa.